# 拉加莱拉
拉加莱拉，是西班牙加泰罗尼亚塔拉戈纳省的一个市镇。总面积27平方公里，总人口884人（2009年），人口密度32.74人/平方公里。